# Miłaczewek
Miłaczewek – wieś w Polsce położona w województwie wielkopolskim, w powiecie tureckim, w gminie Malanów.
W latach 1975–1998 miejscowość administracyjnie należała do województwa konińskiego.
W miejscowości znajduje się drewniany wiatrak koźlak z 1793 roku (obecnie młyn elektryczny).